# Max Steel: Turbo Missions
Max Steel: Turbo Missions foi uma série de desenho animado produzida pela Mattel em 2009 baseado nos filmes da série Max Steel, que por sua vez foram baseados no boneco de mesmo nome da empresa Mattel. A série na verdade são de curtas para internet de geralmente 1 minuto focando rápidas missões do personagem, esquema que também foi usado em outras franquias como Barbie, Monster High e Polly Pocket.
Os episódios duraram até 2011 quando foi lançada a última temporada intitulada Max Steel: Aventuras da N-Tek, sendo que após isso em 2013 foi substituída por uma nova série intitulada apenas por Max Steel e seus episódios foram removidos permanentemente do site.
No Brasil, já foi transmitida pela Cartoon Network, no SBT teve uma rápida transmissão em 2011 porém não voltou mais a ser transmitido.